# Auxonne
|  | Per a altres significats, vegeu «Comtat d'Auxonne». |

Auxonne és un municipi francès al departament de la Costa d'Or (regió de Borgonya - Franc Comtat). L'any 2007 tenia 7.717 habitants.

## Demografia

### Població
El 2007 la població de fet d'Auxonne era de 7.717 persones. Hi havia 3.144 famílies, de les quals 1.140 eren unipersonals (496 homes vivint sols i 644 dones vivint soles), 804 parelles sense fills, 880 parelles amb fills i 320 famílies monoparentals amb fills.
La població ha evolucionat segons el següent gràfic:

### Habitatges
El 2007 hi havia 3.469 habitatges, 3.206 eren l'habitatge principal de la família, 59 eren segones residències i 204 estaven desocupats. 1.746 eren cases i 1.609 eren apartaments. Dels 3.206 habitatges principals, 1.501 estaven ocupats pels seus propietaris, 1.575 estaven llogats i ocupats pels llogaters i 130 estaven cedits a títol gratuït; 218 tenien una cambra, 371 en tenien dues, 669 en tenien tres, 828 en tenien quatre i 1.120 en tenien cinc o més. 1.919 habitatges disposaven pel capbaix d'una plaça de pàrquing. A 1.631 habitatges hi havia un automòbil i a 983 n'hi havia dos o més.

### Piràmide de població
La piràmide de població per edats i sexe el 2009 era:
| Homes | Edats   | Dones |
| ----- | ------- | ----- |
| 4     | 95 o +  | 24    |
| 16    | 90 a 94 | 80    |
| 36    | 85 a 89 | 112   |
| 52    | 80 a 84 | 72    |
| 68    | 75 a 79 | 140   |
| 104   | 70 a 74 | 164   |
| 124   | 65 a 69 | 152   |
| 160   | 60 a 64 | 188   |
| 180   | 55 a 59 | 148   |
| 188   | 50 a 54 | 220   |
| 276   | 45 a 49 | 248   |
| 232   | 40 a 44 | 224   |
| 204   | 35 a 39 | 232   |
| 316   | 30 a 34 | 232   |
| 356   | 25 a 29 | 352   |
| 264   | 20 a 24 | 232   |
| 256   | 15 a 19 | 280   |
| 172   | 10 a 14 | 204   |
| 236   | 5 a 9   | 200   |
| 216   | 0 a 4   | 224   |

## Economia
El 2007 la població en edat de treballar era de 4.999 persones, 3.774 eren actives i 1.225 eren inactives. De les 3.774 persones actives 3.357 estaven ocupades (1.929 homes i 1.428 dones) i 417 estaven aturades (170 homes i 247 dones). De les 1.225 persones inactives 414 estaven jubilades, 360 estaven estudiant i 451 estaven classificades com a «altres inactius».

### Ingressos
El 2009 a Auxonne hi havia 3.078 unitats fiscals que integraven 7.005,5 persones, la mediana anual d'ingressos fiscals per persona era de 16.323 €.

### Activitats econòmiques
Dels 358 establiments que hi havia el 2007, 7 eren d'empreses extractives, 6 d'empreses alimentàries, 1 d'una empresa de fabricació de material elèctric, 15 d'empreses de fabricació d'altres productes industrials, 33 d'empreses de construcció, 90 d'empreses de comerç i reparació d'automòbils, 14 d'empreses de transport, 23 d'empreses d'hostatgeria i restauració, 3 d'empreses d'informació i comunicació, 23 d'empreses financeres, 12 d'empreses immobiliàries, 42 d'empreses de serveis, 55 d'entitats de l'administració pública i 34 d'empreses classificades com a «altres activitats de serveis».
Dels 102 establiments de servei als particulars que hi havia el 2009, 1 era una oficina d'administració d'Hisenda pública, 1 gendarmeria, 1 oficina de correu, 7 oficines bancàries, 3 funeràries, 7 tallers de reparació d'automòbils i de material agrícola, 1 taller d'inspecció tècnica de vehicles, 4 autoescoles, 11 paletes, 5 guixaires pintors, 5 fusteries, 2 lampisteries, 3 electricistes, 1 empresa de construcció, 14 perruqueries, 3 veterinaris, 2 agències de treball temporal, 15 restaurants, 8 agències immobiliàries, 2 tintoreries i 6 salons de bellesa.
Dels 47 establiments comercials que hi havia el 2009, 3 eren supermercats, 1 un supermercat, 1 una botiga de més de 120 m², 5 fleques, 2 carnisseries, 4 llibreries, 8 botigues de roba, 1 una botiga de roba, 5 sabateries, 5 botigues d'electrodomèstics, 1 una botiga d'electrodomèstics, 2 botigues de material esportiu, 3 drogueries, 1 una perfumeria i 5 floristeries.
L'any 2000 a Auxonne hi havia 46 explotacions agrícoles que ocupaven un total de 1.200 hectàrees.

## Equipaments sanitaris i escolars
El 2009 hi havia un hospital de tractaments de curta durada, un hospital de tractaments de mitja durada (seguiment i rehabilitació, un psiquiàtric, cinc farmàcies i dues ambulàncies.
El 2009 hi havia tres escoles maternals i tres escoles elementals. A Auxonne hi havia un col·legi d'educació secundària i un liceu d'ensenyament general. Als col·legis d'educació secundària hi havia 746 alumnes i als liceus d'ensenyament general 702.

## Poblacions properes
El següent diagrama mostra les poblacions més properes.